# Karl von Rokitansky
Karl von Rokitansky (txec: Karel Rokytanský) (nascut el 19 de febrer de 1804 a Hradec Králové, Bohèmia; difunt el 23 de juliol de 1878 a Viena, Àustria), fou un metge, patòleg, humanista, filòsof i polític liberal austríac.

## Carrera professional
Karl von Rokitansky va estudiar medicina a Praga (1821-1824) i es va doctorar el 6 de març de 1828 per la Universitat de Viena. Sent encara un professor novell es va adonar que la incipient disciplina de l'anatomia patològica podia prestar un gran servei al treball clínic a l'hospital, atès que oferia noves possibilitats diagnòstiques i terapèutiques. Sota aquesta premissa, i després que Gerard van Swieten fundés la Primera Escola Mèdica de Viena, Rokitansky va posar en marxa una autèntica revolució científica. Amb l'establiment de la Segona Escola de Medicina de Viena es posà en marxa un canvi de paradigma mèdic, liderat per Rokitansky, Josef Škoda i Ferdinand Ritter von Hebra, des d'una noció de la medicina com a matèria filosòfico-naturalista a una visió més moderna, enfocada sota l'òptica del mètode científic. Gràcies a aquesta fornada de metges es desenvoluparen diverses especialitats mèdiques noves i sorgí el fenomen de l'especialització, fet que atorgà una notable reputació a l'Escola de Viena.
El nom de Rokitansky s'empra com a epònim a les següents malalties:
- Síndrome de Rokitansky-Küster-Hauser
- Diverticle de Rokitansky
- Tríada de Rokitansky (signes d'Estenosi pulmonar)
- Sinus de Rokitansky-Aschoff (a la vesícula biliar)
- Úlcera de Rokitansky-Cushing
- Síndrome de Rokitansky-Maude Abbott
- Síndrome de Von Rokitansky

També va desenvolupar un mètode d'autòpsia conegut com a Tècnica de Rokitansky que és encara avui en dia un dels mètodes estàndard emprats, basat en l'examen "in situ" de les vísceres. Es diu de Rokitansky que va supervisar unes 70.000 autòpsies, i en va realitzar personalment unes 30.000, amb una mitjana de dos al dia, set dies a la setmana, durant 45 anys.

## El filòsof
Encara que Rokitansky defensava el "mètode materialista" en la investigació científica, va rebutjar el materialisme com a model filosòfic. En el seu discurs commemoratiu de la fundació de l'Institut d'Anatomia Patològica de l'Hospital de Viena advertia contra l'"abús de les llibertats de la ciència natural". Els científics han d'obtenir primer el respecte com a subjectes lliures i conscients, i només llavors, seguir el seu camí cap al coneixement". El sentiment de compassió, segons Rokitansky, es perdria si els metges consideressin els éssers humans únicament com a objectes d'investigació.
D'aquesta manera Rokitansky va desenvolupar per primera vegada el concepte d'ètica aplicat a la medicina. En un altre discurs sobre la solidaritat de tota la vida animal, pronunciat a l'Acadèmia Imperial de les Ciències, va mostrar la seva proximitat a l'obra del filòsof Arthur Schopenhauer sobre la compassió: "si[... ] preservem i practiquem la compassió", explicava, "serem capaços d'alleugerir part de la càrrega de patiment dels nostres pacients". La generositat humana mostraria la nostra capacitat d'acceptar el patiment, renunciant a l'agressivitat. Aquells que triomfessin fent-ho, serien considerats models ètics de comportament.

## El polític
Així que anava adquirint posició en les diferents institucions científiques i polítiques de l'Imperi austríac, Rokitansky va contribuir a instituir la nova era liberal de Viena. Va representar el liberalisme entre les classes acomodades i va lluitar per "la llibertat i el progrés", tant des de la reforma universitària com mitjançant les reformes de la sanitat. Rokitansky va ser en diverses ocasions el degà de l'Escola de Medicina, i, el 1853, el primer rector lliurement elegit de la comunitat mèdica de la Universitat de Viena i president del Consell Superior de Medicina de Viena. Des de 1850 fins a la seva mort, també va presidir la Societat Mèdica de Viena i el 1863 va ser proposat per Anton von Schmerling com a metge conseller del ministeri d'interior austríac. El 25 de novembre de 1867 va ser inesperadament nomenat per Francesc Josep I membre de l'Alta Cambra del Consell Reial. Finalment, va ser escollit l'any 1870 president de la Societat Antropològica de Viena.